# 岸川英誉
岸川 英誉（きしがわ ひでのり、1984年10月28日 - ）は、栃木県下野市出身の元ハンドボール選手、指導者。日本ハンドボールリーグの大同特殊鋼でアドバイザーを務めている。

## 経歴
早稲田大学時代は2004年に第9回アジア男子ジュニア選手権の日本代表U-21に選出。2006年7月には第18回男子世界学生ハンドボール選手権大会の日本代表に選出された。同年の全日本学生ハンドボール選手権大会（インカレ）では優秀選手に選ばれた。
2007年2月に日本ハンドボールリーグの大同特殊鋼へ加入。同年7月の第48回全日本実業団ハンドボール選手権大会ではベストセブンを受賞した。
2008年の日韓定期戦で日本代表に初選出。同年の北京オリンピック世界最終予選でも日本代表に選ばれた。
2010年の第51回実業団選手権では3年ぶりとなるベストセブンを受賞した。
2012年はロンドンオリンピック世界最終予選の日本代表に選出。
2014-15年シーズンから主将に就任。
2016-17年シーズンから選手兼任監督に就任。2017年2月9日に選手登録を抹消された。
2017年5月に行われた第7回社会人選手権では優勝を果たし、優秀監督賞を受賞した。
2017-18年シーズンから監督に専任。
2018-19年シーズン限りで監督を退任し、アドバイザーに就任した。

## 詳細情報

### 年度別選手成績
| 年      | チーム     | 試合 | フィールド 得点 | 率   | 7m   | 合計   | 警告 | 退場 | 失格 |
| ------- | ---------- | ---- | --------------- | ---- | ---- | ------ | ---- | ---- | ---- |
| 2007-08 | 大同特殊鋼 | 16   | 67/106          | .632 | 9/12 | 76/118 | 7    | 6    | 0    |
| 2008-09 | 大同特殊鋼 | 12   | 23/34           | .676 | 1/1  | 24/35  | 4    | 6    | 0    |
| 2009-10 | 大同特殊鋼 | 14   | 24/47           | .511 | 0/0  | 24/47  | 7    | 5    | 0    |
| 2010-11 | 大同特殊鋼 | 14   | 31/54           | .574 | 0/0  | 31/54  | 5    | 1    | 0    |
| 2011-12 | 大同特殊鋼 | 14   | 36/65           | .554 | 1/1  | 37/66  | 6    | 5    | 0    |
| 2012-13 | 大同特殊鋼 | 16   | 45/78           | .577 | 0/0  | 45/78  | 4    | 3    | 0    |
| 2013-14 | 大同特殊鋼 | 16   | 53/97           | .546 | 0/0  | 53/97  | 6    | 2    | 0    |
| 2014-15 | 大同特殊鋼 | 16   | 37/80           | .463 | 1/1  | 38/81  | 4    | 2    | 0    |
| 2015-16 | 大同特殊鋼 | 16   | 27/57           | .474 | 0/0  | 27/57  | 5    | 2    | 0    |
| 2016-17 | 大同特殊鋼 | 1    | 0/0             | -    | 0/0  | 0/0    | 0    | 0    | 0    |

- 各年度の太字はリーグ最高
- 2006-07年シーズン以前の成績はランニングスコアが公開されていないため省略

### 年度別監督成績

#### レギュラーシーズン
| 年       | リーグ   | チーム     | 順位     | 試合 | 勝利 | 引分 | 敗戦 | 得点 | 失点 |
| -------- | -------- | ---------- | -------- | ---- | ---- | ---- | ---- | ---- | ---- |
| 2016-17  | JHL      | 大同特殊鋼 | 1位      | 16   | 14   | 1    | 1    | 429  | 373  |
| 2017-18  | JHL      | 大同特殊鋼 | 4位      | 24   | 13   | 2    | 9    | 619  | 568  |
| 2018-19  | JHL      | 大同特殊鋼 | 4位      | 24   | 16   | 2    | 6    | 656  | 602  |
| JHL：3年 | JHL：3年 | JHL：3年   | JHL：3年 | 64   | 43   | 5    | 16   | 1704 | 1543 |

#### JHLプレーオフ
| 年      | 大会名             | 対戦相手   | 勝敗               |
| ------- | ------------------ | ---------- | ------------------ |
| 2016-17 | プレーオフ準決勝   | 湧永製薬   | 25-20 / 決勝進出   |
| 2016-17 | プレーオフ決勝     | 大崎電気   | 26-29 / 敗退 (2位) |
| 2017-18 | プレーオフ準々決勝 | 豊田合成   | 26-21 / 準決勝進出 |
| 2017-18 | プレーオフ準決勝   | トヨタ車体 | 31-32 / 敗退 (3位) |
| 2018-19 | プレーオフ準々決勝 | トヨタ車体 | 25-28 / 敗退 (4位) |

### タイトル・表彰

#### 社会人選手権
※前身の実業団選手権を含む
- ベストセブン：2回 (2007年・2010年)
- 優秀監督賞：1回 (2017年)

### 背番号
- 21 (2007年)
- 10 (2007年 - 2017年)